# Brasil nos Jogos Paralímpicos de Verão de 2008
O Brasil participou dos Jogos Paraolímpicos de Verão de 2008, em Pequim, na China. O país estreou nos Jogos em 1972 e esta será sua 10ª participação. Apenas nas competições de tiro com arco, esgrima em cadeira de rodas e Rugby em cadeira de rodas o Brasil não teve representantes. Esta edição dos Jogos Paraolímpicos de Verão de 2008, foi a qual o Brasil obteve sua melhor participação em toda história dos Jogos.

## Medalhistas
| Atleta                                            | Modalidade | Prova                                     | Medalha |
| ------------------------------------------------- | ---------- | ----------------------------------------- | ------- |
| Daniel Dias                                       | Natação    | 100m livre S5                             | Ouro    |
| Daniel Dias                                       | Natação    | 200 m medley - SM5                        | Ouro    |
| Daniel Dias                                       | Natação    | 50m costas S5                             | Ouro    |
| Daniel Dias                                       | Natação    | 200 m livre - S5                          | Ouro    |
| André Brasil                                      | Natação    | 100m borboleta S10                        | Ouro    |
| André Brasil                                      | Natação    | 100 m livre - S10                         | Ouro    |
| Lucas Prado                                       | Atletismo  | 100 m rasos - T11                         | Ouro    |
| Dirceu Pinto                                      | Bocha      | Individual - BC4                          | Ouro    |
| Antonio Tenorio                                   | Judô       | Até 100 kg                                | Ouro    |
| Karla Cardoso                                     | Judô       | Até 48 kg                                 | Prata   |
| Terezinha Guilhermina                             | Atletismo  | 100 m rasos - T11                         | Prata   |
| Phelipe Rodrigues                                 | Natação    | 100 m livre - S10                         | Prata   |
| Deanne Silva                                      | Judô       | Acima de 70 kg                            | Prata   |
| Daniel Dias                                       | Natação    | 50 m borboleta - S5                       | Prata   |
| Shirlene Coelho                                   | Atletismo  | Lançamento de dardo - F35-38              | Prata   |
| André Brasil                                      | Natação    | 200 m medley - SM10                       | Prata   |
| Michelle Ferreira                                 | Judô       | Até 52 kg                                 | Bronze  |
| Daniele Silva                                     | Judô       | Até 57 kg                                 | Bronze  |
| Eliseu Santos                                     | Bocha      | Individual - BC4                          | Bronze  |
| Ádria Santos                                      | Atletismo  | 100 m rasos - T11                         | Bronze  |
| Marcos Alves                                      | Equitação  | Prova Individual - Classe Ib              | Bronze  |
| Odair Santos                                      | Atletismo  | 800 m rasos - T12                         | Bronze  |
| Odair Santos                                      | Atletismo  | 5.000 m - T13                             | Bronze  |
| Josiane Lima e Elton Santana                      | Remo       | Skiff duplo - TA                          | Bronze  |
| Marcos Alves                                      | Equitação  | Prova Individual Estilo Livre - Classe Ib | Bronze  |
| Clodoaldo Silva Daniel Dias Joon Seo Adriano Lima | Natação    | Revezamento 4 x 50 m livre - 20pts        | Bronze  |

## Modalidades

### Futebol de 5
| Equipe | Evento       | Primeira fase | Primeira fase        | Final             | Final           |
| Equipe | Evento       | Adversário Placar | Posição              | Adversário Placar | Posição         |
| ------ | ------------ | --- | -------------------- | ----------------- | --------------- |
| Brasil | Futebol de 5 | KOR Coreia do Sul V 3-0 ESP Espanha V 1-0 ARG Argentina E 0-0 GBR Grã-Bretanha V 5-0 CHN China E 1-1 (3V-2E-0D-10GP-1GC) | 2° lugar Grupo único | CHN China V 2-1   | Medalha de ouro |

### Remo
Masculino
| Equipe        | Evento        | Eliminatórias | Eliminatórias | Repescagem | Repescagem | Quartas | Quartas | Semifinal | Semifinal | Final | Final   |
| Equipe        | Evento        | Tempo         | Posição       | Tempo      | Posição    | Tempo   | Posição | Tempo     | Posição   | Tempo | Posição |
| ------------- | ------------- | ------------- | ------------- | ---------- | ---------- | ------- | ------- | --------- | --------- | ----- | ------- |
| Antony Bonfim | Skiff simples | 5m55s07       | 5º R          | 6m21.27    | 5° FB      |         |         |           |           |       |         |